# ليفسكي صوفيا
نادي ليفسكي صوفيا لكرة القدم للمحترفين (بالبلغارية: Професионален Футболен Клуб „Левски“ София)‏ هو نادي كرة قدم بلغاري، وهو أحد الكبار الأربعة في العاصمة صوفيا إلى جانب سسكا ,سلافيا ولوكوموتيف. فاز الفريق ببطولة بلغاريا 25 مرة، وفاز بكأس بلغاريا 26 مرة. أوروبيا كانت أفضل نتائجه وصوله إلى مرحلة المجموعات سنة 2007 في رابطة الأبطال، والدور الربع النهائي في كأس الكؤوس (سنوات 1970، 1977، 1987)، والدور الربع النهائي في كأس الاتحاد الأوروبي (1976، 2006).

## وصلات خارجية
الموقع الرسمي للفريق